# オペラ駅 (パリメトロ)
オペラ駅（オペラえき、Opéra）は、フランス・パリの2区、9区にまたがって存在するパリメトロの駅。
ガルニエ宮（オペラ座）に隣接する。また、RER A線のオベール駅（Gare Auber）との乗換が可能である。

## 利用可能な鉄道路線
- パリメトロ
  - 3号線
  - 7号線
  - 8号線

## 駅周辺
- ガルニエ宮（オペラ座）
- ヴァンドーム広場
- インターコンチネンタル パリ ルグランホテル

## 歴史
- 1904年10月19日、3号線ヴィリエ駅 - ペール・ラシェーズ駅間開通に伴い、開業。
- 1910年11月5日、7号線オペラ駅 - ポルト・ド・ラ・ヴィレット駅間開通に伴い、7号線の乗り入れ開始。
- 1913年7月13日、8号線ボーグルネル駅（現在の10号線シャルル・ミッシェル駅） - オペラ駅間開通に伴い、8号線の乗り入れ開始。

## 隣の駅
パリメトロ
3号線
アーヴル＝コマルタン駅（Havre - Caumartin） - オペラ駅 - キャトル＝セプタンブル駅（Quatre-Septembre）
7号線
ショセ・ダンタン＝ラ・ファイエット駅（Chaussée d'Antin - La Fayette） - オペラ駅 - ピラミッド駅（Pyramides）
8号線
マドレーヌ駅（Madeleine） - オペラ駅 - リシュリュー＝ドルーオ駅（Richelieu - Drouot）